# Virus della rabbia
Il virus della rabbia (Rabies lyssavirus) è una specie di virus neurotropo a singolo filamento negativo di RNA, appartenente al genere Lyssavirus, famiglia Rhabdoviridae, ordine Mononegavirales, agente eziologico della rabbia, una malattia infettiva mortale per gli uomini e per numerosi animali.

## Storia
Il riconoscimento della natura virale dell'agente eziologico della rabbia è avvenuto nel XX secolo, molti anni dopo la preparazione del vaccino contro la rabbia da parte di Pasteur (1885). Nel 1903 Adelchi Negri (1876-1912), assistente di Golgi a Pavia, individuò la presenza delle inclusioni citoplasmatiche eosinofile che portano il suo nome nei neuroni di numerosi animali rabidi (coniglio, cane, eccetera): ne comprese correttamente il legame con l'agente della rabbia, ma ritenne erroneamente che quest'ultimo fosse di natura protozoaria e non virale. La natura virale fu sospettata poco tempo dopo da Di Vestea (1854–1938) a Napoli e da Remlinger (1871–1964) a Costantinopoli i quali riuscirono a dimostrare, indipendentemente l'uno dall'altro, la filtrabilità dell'agente eziologico attraverso le candele filtranti di Berkefeld e di Chamberland. Il virus della rabbia fu infine visto al microscopio elettronico nel 1962 dai russi Sokolov e Vanag i quali, oltre a mostrarne la caratteristica morfologia «a proiettile», dimostrarono che i corpi di Negri erano agglomerati di virioni.

## Caratteristiche del virus

### Morfologia e dimensioni
Il virus della rabbia, specie tipo del genere Lyssavirus, è caratterizzato da un genoma di RNA a filamento singolo negativo con un peso molecolare di 3-4x106 dalton, quantità che corrisponde al 2% circa del virione e circa 12.000 nucleotidi di lunghezza. L'informazione genetica, in stretto contatto con una nucleoproteina virale, codifica per cinque geni: nucleoproteina (N), fosfoproteina (P), proteina di matrice (M), glicoproteina (G) ed RNA polimerasi virale (L). L'ordine dei geni (3'-N-P-M-G-L-5') è altamente conservato.
Al microscopio elettronico il virione ha la forma di un proiettile che ha una lunghezza media di 175 nm e un diametro medio, nella parte cilindrica, di 70 nm circa. Il virus della rabbia possiede un nucleocapside a simmetria elicoidale ed è avvolto da una membrana lipoproteica provvista di prolungamenti lunghi circa 10 nm. La glicoproteina G si assembla sotto forma di trimeri sul pericapside e media l'attacco alle cellule bersaglio. La proteina M costituisce la matrice compresa tra il pericapside e il nucleocapside. Le proteine N, L e P sono associate all'RNA a polarità negativa per formare il nucleocapside. Le particelle virali vengono formate per gemmazione dalla membrana cellulare. I virioni hanno una densità di flottazione in CsCl di 1,20 g/cm−3. Tutti gli eventi finalizzati alla replicazione e alla trascrizione virale hanno luogo nel citoplasma all'interno di speciali "fabbriche dei virus", dette "corpi del Negri", dal nome del patologo italiano Adelchi Negri che li scoprì nel 1903.

### Replicazione
Il virus della rabbia, mediante la glicoproteina G del pericapside, si lega al recettore dell'acetilcolina, al recettore dell'NGF o alla proteina di adesione delle cellule nervose NCAM, dopodiché viene endocitato dalla cellula bersaglio che è generalmente una cellula muscolare o un neurone. Una volta all'interno degli endosomi l'ambiente acido promuove la fusione del pericapside del virus con la membrana endosomiale, con conseguente liberazione del nucleocapside nel citoplasma. Qui la proteina L, una RNA-polimerasi RNA-dipendente, trascrive sotto forma di cinque singoli mRNA le cinque proteine del genoma virale che poi vengono tradotte sui ribosomi. L'RNA virale viene replicato trascrivendolo prima in uno stampo di RNA a polarità positiva e poi di nuovo nell'RNA virale a polarità negativa. La glicoproteina G dopo essere stata tradotta sui ribosomi passa all'interno di vescicole nell'apparato di Golgi dove viene modificata ed infine trasportata sulla membrana plasmatica per via vescicolare. L'assemblaggio dell'RNA a polarità negativa con la proteina N dà inizio alla formazione del nucleocapside, il processo continua con la successiva associazione delle proteine P e L ed infine, presso la membrana plasmatica, con l'associazione con le proteine M che inducono l'avvolgimento a spirale del nucleocapside. Infine il nucleocapside viene avvolto dal pericapside e rilasciato dalla cellula con un danno cellulare minimo, caratteristica che distingue il virus della rabbia da altri rhabdovirus.

### Comportamento agli agenti fisici e chimici
Il virus della rabbia sopravvive per alcune settimane a 4 °C e per periodi di tempo maggiori a temperature inferiori, ma solo in assenza di CO2 e in presenza di proteine; si conserva perciò in ghiaccio secco in fiale sigillate contenente siero arricchito di albumine. È invece ucciso dalle radiazioni ultraviolette e dai solventi dei lipidi, che ne distruggono la membrana lipidica.

### Sensibilità agli animali e accrescimento

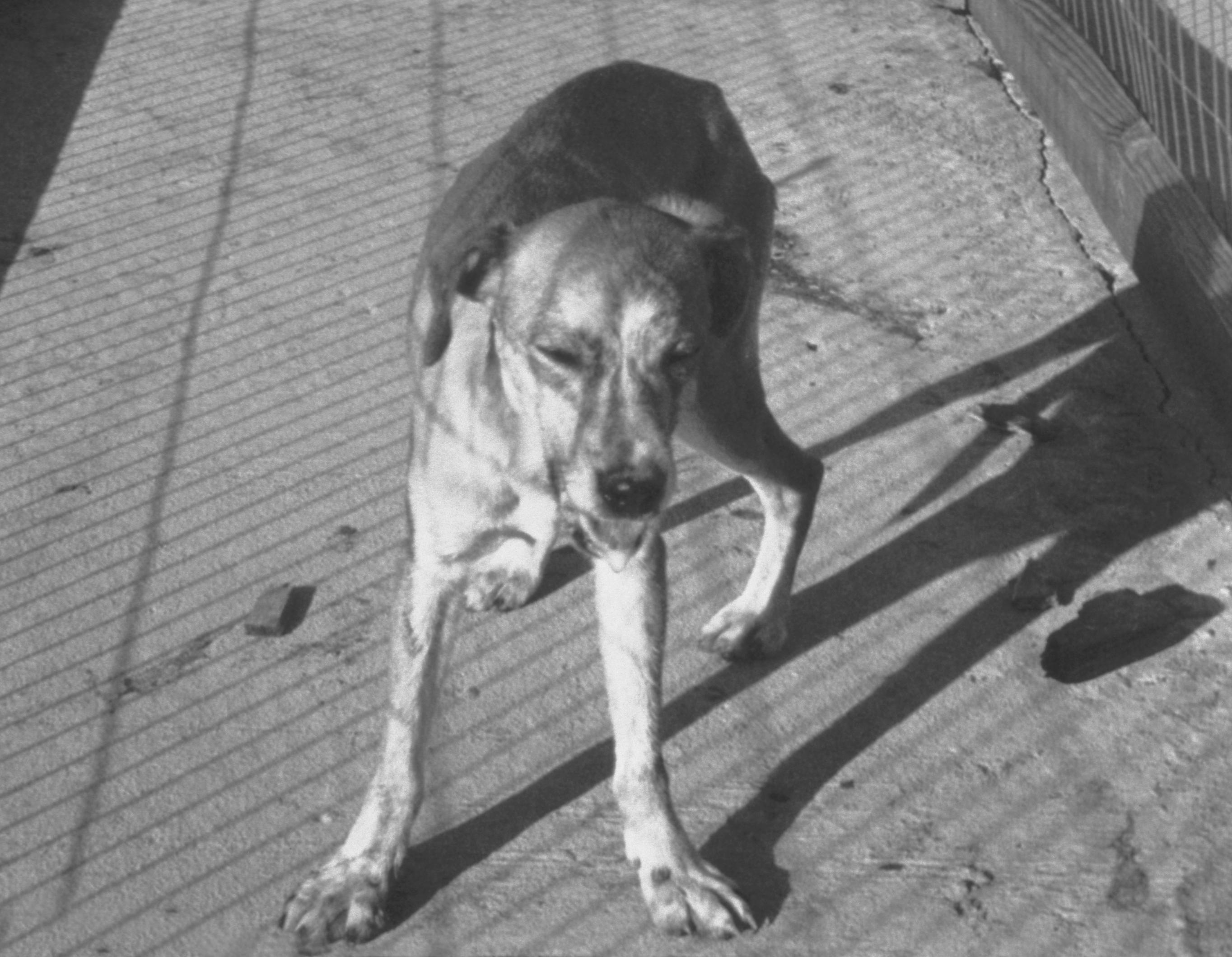
Cane infetto dal virus della rabbia

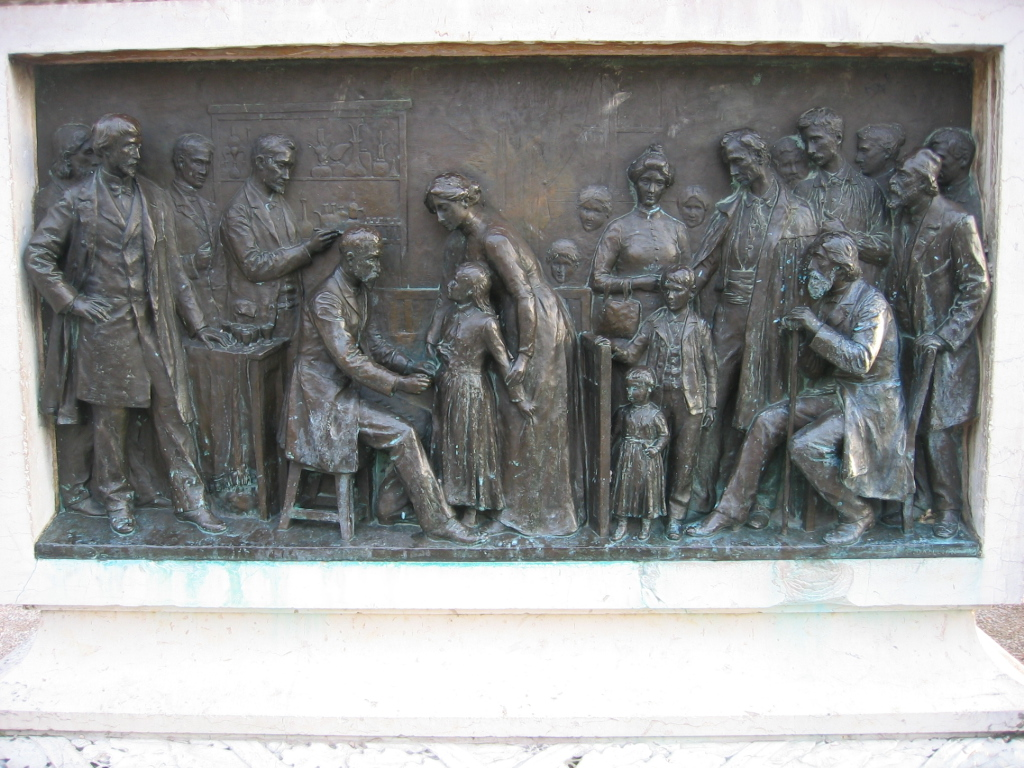
Louis Pasteur vaccina contro la rabbia

Il virus rabbico può infettare tutti gli animali a sangue caldo, uomo compreso; possono sopravvivervi solo i pipistrelli. Il virus si è adattato a vivere nelle ghiandole salivari di questi ultimi, e viene pertanto eliminato da essi con la saliva. In passato i principali portatori e trasmettitori della malattia erano ritenuti i cani. I ceppi di virus isolati da animali infetti vengono detti "virus di strada"; con colture ripetute in serie da cervello a cervello si ottiene un virus, detto "virus fisso", incapace di moltiplicarsi in tessuti extranervosi. Con questo sistema fu ottenuto da Pasteur nel 1885 il ceppo per il primo vaccino ed è stato ottenuto nel 1945 dalla Fondazione Rockefeller il ceppo di virus attenuato, il "ceppo Flury" dal nome della ragazza quindicenne dal quale era stato isolato, utilizzato per vaccinazioni.

## Patogenesi
Il virus della rabbia si moltiplica nel tessuto muscolare e connettivale e, attraverso l'endonevrio delle cellule di Schwann, raggiunge il sistema nervoso centrale dove si moltiplica e da dove può diffondersi successivamente ad altri tessuti, per esempio alle ghiandole salivari, lungo i nervi periferici. Il periodo di incubazione può essere lungo molte settimane e ciò giustifica il ricorso alla vaccinazione antirabbica, associata alla gammaglobulina antirabbica, in periodo successivo alla possibile esposizione al virus, per esempio in seguito al morso di un cane rabbico o supposto tale.